# 이벽
이벽(李蘗, 1754년~1785년)은 조선 후기의 천주교 신자이며 이승훈, 권일신 등과 함께 조선 천주교회를 창설한 주역이다.
본관은 경주, 자는 덕조(德操) 또는 벽(檗), 호는 광암(曠菴), 세례명은 세례자 요한이다.
정약전, 정약용, 권철신, 이승훈 등과 함께 천진암에 모여 학문을 연마하였고 독학으로 천주교 교리를 익혀 신자가 되었다.
1785년에 명례방 사건이 발생하자 부친에 의해 가택연금 되었다가 사망하였다.

## 생애

### 어린 시절
1754년 경기도 포천의 기호학파 남인 집안에서 부친 이부만(李簿萬:1727~1817)과 청주 한씨 사이에 6남매중 둘째 아들로 태어났다. 그의 집안은 대대로 문인이었으나 조부 때부터 무과에 급제하여 무반 집안으로 유명해졌다. 이벽의 형과 동생은 무과에 합격하여 황해병마절도사와 좌포장의 직책을 맡았다. 이벽은 신체가 건장하고 키가 8척에 이르며 힘은 장사였으나 형제들과는 달리 과거시험에는 뜻을 두지 않고 학문에 전념했다. 언변이 청산유수로 달변이었다. 정약현이 자형이 된 후에는 그의 동생 정약전, 정약용 형제와 어울려 학문 연마에 노력했다.

### 천주학 입문
이벽이 처음으로 천주교를 접한것은 그의 6대조 때부터 전해내려오던 천주교 서적을 통해서였다. 그의 6대조 이경상은 병자호란때 인질로 심양에 잡혀간 소현세자를 모셨는데, 귀국할 때 가져온 천주교 서적중 일부가 집안에 있었다. 이 책들은 중국을 출발하기 전에 천주교 선교사 아담 샬로부터 선물로 받은 것이었다. 이벽은 이 책들을 통해서 독학으로 천주교를 접하고 그 교리를 깊이 음미하고 묵상하기를 즐겼다. 또한 상인이나 사신들을 통해 서양학문과 천주학 책을 구해서 읽기도 했다. 1770년에는 천진암에 들어가 약 15년간 서학과 천주교리 연구에 매진하기도 했다. 이런 모습을 지켜보는 아버지 이부만은 어려서 유달리 총명했던 둘째 아들이 과거시험을 포기하고 학문에만 전념하는 것이 걱정스럽기만 했다.
조선 사회는 천주교를 종교가 아닌 학문으로 받아들였고 유학자들 사이에서 보유론(補儒論)적 관점에서 거부감없이 연구되었다. 18세기말에 천주학은 주로 관직사회에서 소외된 남인의 소장파 학인들이 호기심을 가지고 탐구했다. 1777년(정조 1년) 권철신, 정약전, 정약용, 이승훈 등은 외딴 절에서 천주학을 비롯한 서양학문 강습회를 열기도 했는데, 이벽은 뒤늦게 소식을 접고 모임에 합류했다. 다른 이들과 달리 이벽은 이미 신앙심까지 있었기에 이벽이 합류한 이후 강습회는 조금씩 종교적인 색체로 변모하기도 했다. 참석했던 이들은 강습회를 계기로 천주학 교리를 실천학으로 받아들였다. 주일을 제정하여 지켰는데, 양력이 도입되기 전이라 음력으로 매월 7일, 14일, 21일, 28일을 주일로 정하여 엄수하였다. 선교사의 전교없이 자생적으로 신앙이 싹트고 있었다. 그러나 이들은 항상 자료 부족으로 진리탐구와 연구의 한계를 절감하며 아쉬워했다.

### 천주교 입교
그러던중 이승훈의 아버지 이동욱이 사절단의 일원이 되어 북경에 가게 되었다는 소식을 접한 이벽은 이승훈에게 사절단에 동행하도록 설득하였다. 이벽의 설득은 다소 고집스러울 정도였고 평소 아끼던 후배 이승훈을 설득하는데 성공한다. 이벽은 여비를 모아 주며 북경에 있는 천주당을 찾아갈것, 교리와 그 실천 방법을 배울것, 세례를 받을것, 천주교 서적을 구해 올 것등을 부탁하였다. 1783년 11월에 중국에 도착한 이승훈은 이벽이 상세히 일러준 대로 하였고 세례를 받은 후 많은 책들을 가지고 1784년 귀국하였다. 이벽은 이승훈으로부터 세례를 받은 후 천주교인이 되었으며 서울 수표교 근처에 집을 마련하여 교리를 깊이 연구하는 한편 전교에 열성을 보였다.

### 전교 활동
이벽은 먼저 권철신, 권일신 형제를 설득하여 천주교에 입교시켰다. 또한 중인들에게도 천주교를 전파했는데, 김범우, 최창현, 최인길, 지황 등이 그들이었다. 이벽은 이가환에게도 천주교를 소개했다. 이가환은 당대 최고의 천재로 알려져 있고 성호 이익의 종손으로 성호학파의 학통을 잇고 있으며 남인을 이끌고 있는 영향력있는 인물이었기 때문이다. 그러나 천주교를 반대했던 이가환은 이벽과 격렬한 논쟁을 벌였는데, 토론은 이벽의 우세속에 끝났고 토론후 이가환은 천주교에 대해 호감을 갖게 되었다고 한다.
초기에는 주로 남자 양반들을 대상으로 전교하였으나 점차 중인, 상인, 부녀자들에게도 전교하였다. 부녀자들의 전교는 이벽의 부인 유한당 권씨, 이승훈의 부인 나주 정씨, 권일신의 부인 광주 안씨등 양반 신자들의 부인을 통해 이루어졌다. 전교된 교인들은 서울 수표동에 있는 이벽의 집에 모이게 되었는데, 양반의 집에 너무 많은 중인과 상민들이 자주 출입하게 되자 주변의 이목을 끌게 되었고 점차 장소도 비좁아 졌다. 그래서 명례방(현 명동)에 있는 역관 김범우의 집으로 집회장소를 옮기게 되었다.

### 명례방 사건
명례방에 있는 김범우의 집으로 옮긴후 정기적인 신앙모임을 가졌다. 이 모임을 오늘날 천주교 연구가들은 '명례방공동체'라고 부르고 있으며 아울러 이 신앙공동체 모임을 조선 천주교회의 시작으로 보고 있다. 비밀리에 운영되던 이 모임은 이듬해 3월에 형조 포졸에게 적발되어 모임 참석자 전원이 체포되는 일이 발생하였다. 형조판서 김화진은 양반출신들을 모두 훈방하고 모임장소를 제공한 중인신분의 김범우 만을 투옥한후 유배보내며 사건을 마무리 지었다. 김범우는 고문으로 입은 상처가 악화되어 귀양지 밀양에서 사망하였다. 사건직후 성균관 유생들이 천주교 배척을 요구하는 통문을 친척들과 친구들에게 돌려 양반출신 천주교도들을 압박했다. 이승훈은 친척, 가족, 문중의 거센 추궁에 시달리다 천주서적을 불태우고 천주학을 사학이라 배척한다는 취지의 벽이문(闢異文)을 작성한후 배교하였다. 신앙모임의 주축이었던 양반출신 교인들이 모두 배교하고 떠나자 '명례방 공동체'는 와해되었다.

### 사망
형조에서 큰 처벌을 받지 않고 석방은 되었으나 문중의 거센 추궁을 받았다. 아버지 이부만은 경주 이씨 문중회의에 수차례 불려가 번번히 문책을 당했다. 아들을 배교시키지 못하면 족보에서 제명하겠다는 통보를 받았는데, 족보에서 삭제된다는 것은 상놈이 되는 것이라 매우 모욕적인 일이며 하루아침에 패가망신하는 일이었다. 양반의 지위를 잃게 되면 이벽의 형과 아우는 관직에서 쫓겨나게 된다. 격노한 아버지 이부만은 자식의 신앙에 결사적으로 반대를 하였고 아버지에 의해 별당에 갇힌 이벽은 1785년 6월 14일경에 사망하였다.
포천 화현리의 선산에 묻혔다가 1979년에 경기도 광주시 퇴촌면에 조성된 천진암성지에 안장되어 있다. 또한 정약종(丁若鍾)·권철신·권일신(權日身)·이승훈(李承薰) 등 한국천주교회 초기 인물들의 묘소가 1979년~1981년 사이에 이곳으로 이장되어 성지로 조성되어 있다. 그의  저서로 알려진《숭례의설(崇禮義說)》은 현존하지 않으며 《만천유고》의 잡고편에 수록된《성교요지》, 《천주 공경가(天主恭敬歌)》는 위작논란이 있어 그의 저작 여부는 불분명하다. 그의 학문적 동료였던 정약용의 《여유당전서》와《중용강의보(中庸講義補)》에 이벽의 학문을 높이 평가하는 내용이 전해지고 있다.

### 순교논란
이벽은 조선 천주교 역사 초창기에 활동한 중요한 인물로 인식되고 있으나 순교자로 인정받고 있지 못하다. 천주교 서울 대교구에서 온라인으로 제공하는 '카톨릭 사전'에는 "이벽은 두 가지 뜻을 가진 말을 써서 자신의 신앙을 감추었고 그 후로는 외부와 모든 연락을 끊은 채 살았다. 그는 자신의 배교적(背敎的) 행위에 대하여 무서운 양심의 가책을 느끼며 살다가 1786년 33세를 일기로 요절하였다."라고 기록하여 이벽이 배교했다고 보고있다. 이런 판단은 달레(Dallet)가 그의 저서 『한국천주교회사』에서 배교로 단정하였기 때문이다. 그러나 효를 중시하던 조선의 상황을 고려할 때 그렇게 단순히 처리할 수는 없다는 견해도 있다.
이덕일은 자신의 저서 《한국사의 천재들》를 통해 이벽은 배교하지 않았다는 취지의 주장을 피력하며 사망 당시에 있었던일에 대해 상세히 기술하고 있다. 2007년 12월 22일에 방송된 '[KBS역사저널 그날] 한국 천주교 창설 주역 이벽'편에서, 이벽의 아버지 이부만이 배교를 거부하는 아들앞에서 자살을 시도하자 당황한 이벽이 "그럼 나가지 않겠습니다" 라고 한말에 대해 서양인들의 몰이해를 지적하며 이벽의 배교하지 않았다는 주장자들의 인터뷰를 싣고있다.
《한국민족문화 대백과사전》에는 이벽의 사인이 흑사병으로 되어있다. 그러나 흑사병은 전염성이 강하므로 같은 시기에 추가로 많은 이들이 사망했다는 추가적인 기록이 있어야하고, 전염병이 발생하면 조정에 보고토록 되어 있는데 이에 대한 어떤 기록도 존재하지 않고 있다.
1979년 6월, 이벽의 시신을 이장한 변기영 신부는 검시했던 법의학자의 말을 인용하여 이벽의 독살되었을수도 있다는 의혹을 제기하였다.

## 같이 보기
- 이벽 선생 묘 - 포천시 향토유적 제48호